# Mordet på Danielle van Dam
Danielle van Dam, född 22 september 1994 i Sabre Springs, Kalifornien, död 2 februari 2002 i Sabre Springs, Kalifornien, var en amerikansk flicka som försvann från sin bostad i början av februari 2002. Hennes kropp påträffades vid en led i närheten av Dehesa i södra Kalifornien den 27 februari 2002. En misstänkt, David Alan Westerfield, dömdes till döden för kidnappning och mord.

## Brottet
Den 1 februari 2002 gick Danielle van Dams mor Brenda ut till en bar i Poway tillsammans med två väninnor. Danielles far Damon stannade hemma med Danielle och hennes två bröder. Fadern nattade Danielle omkring klockan 22.30 och hon somnade. Han somnade också och vaknade när hustrun kom hem omkring klockan 02.00. Hon lade då märke till att bostadens larmsystem hade aktiverats och upptäckte att garagets sidodörr var öppen. Makarna van Dam gick till sängs i tron att deras dotter sov i sitt rum. Damon vaknade ungefär en timme senare och såg att ytterligare en alarmlampa blinkade. Då han noterade att skjutdörren till baksidan var öppen, stängde han den. När föräldrarna vaknade nästa morgon, märkte de att Danielle var borta. De letade förgäves efter henne och ringde därpå till polisen.
Danielle van Dams försvinnande föranledde ett av de mest omfattande sökningspådragen i delstaten Kaliforniens historia. Hundratals frivilliga letade efter Danielle vid motorvägar och på otillgängliga platser i Kalifornien. Den 27 februari påträffades hennes nakna och delvis förruttnade kropp vid en vandringsled i Dehesa, ett kommunfritt område öster om San Diego. På grund av kroppens skick kunde inte coronern fastställa dödsorsaken eller om hon hade blivit sexuellt utnyttjad. Det krävdes tandkort för att bekräfta att det rörde sig om Danielles kropp.

## Gärningsmannen
Polisen hörde familjen van Dams grannar dagen efter Danielles försvinnande. De märkte att en av grannarna, den 49-årige ingenjören David Alan Westerfield, inte var hemma. Westerfield, som var en av deras närmaste grannar, ägde en luxuös husbil. Kort före Danielles försvinnande hade Danielle och hennes mor för flickscouternas räkning sålt kakor åt Westerfield och denne hade då visat dem sitt hem.
Westerfield uppgav för polisen, att han den aktuella dagen hade kört runt med sin husbil i öknen och vid stranden. Han hade parkerat sin husbil vid en campingplats, men återvänt hem för att senare åka ut i öknen igen. Där fastnade han emellertid i sanden och behövde bärgning. Påföljande dag återvände han hem, innan han lämnade in en jacka på kemtvätt. Denna jacka uppvisade senare blod från Danielle. Danielles blod påträffades även i Westerfields husbil.

## Rättegång
Westerfield greps den 22 februari och förklarade sig icke skyldig. Rättegången inleddes den 4 juni. Åklagaren lade fram en rad kriminaltekniska bevis, bland annat spår från Danielles blod på Westerfields jacka och i hans husbil samt Danielles fingeravtryck i husbilen.
Westerfields försvarare hävdade, att polisen hade haft bråttom att lösa fallet och ignorerat andra möjliga misstänkta. Försvaret menade, att Westerfield hade ett alibi då entomologer kunde konstatera att insekter inte hade angripit Danielles kropp förrän i mitten av februari månad, flera veckor efter att polisen hade börjat bevaka honom. Åklagarsidans entomolog vittnade dock, att kroppen kunde ha blivit koloniserad av insekter redan den 2 februari.
I sin slutplädering konstaterade försvarsadvokaten att det inte hade påträffats några bevis för att Westerfield hade varit i familjen van Dams bostad eller på den plats där Danielles kropp anträffades. Åklagarsidan kontrade då med att det är fullt möjligt för en person som har vidtagit försiktighetsmått att inte lämna några spår efter sig. Åklagaren hävdade, att Danielles blod på Westerfields jacka och i hans husbil inte lämnade några rimliga tvivel om att han var gärningsmannen.
Juryn fann den 21 augusti 2002 Westerfield skyldig till mord och kidnappning. I januari 2003 dömdes Westerfield till döden.

## Efterspel
Westerfield sitter för närvarande (2016) på San Quentin State Prison, medan hans överklagande behandlas. Staten Kalifornien har inte avrättat någon dödsdömd sedan 2006 och 2014 bedömdes dödsstraffet strida mot konstitutionen. Detta gör att det är oklart, när eller om Westerfield kommer att avrättas.
Efter rättegången framkom det att Westerfields advokater kort innan Danielles kropp påträffades var nära att förhandla fram en uppgörelse med åklagaren. Westerfield skulle visa polisen platsen där han hade dolt Danielles kropp mot att få dömas till livstids fängelse utan möjlighet till frigivning. Både åklagarsidan och försvaret avböjde att kommentera dessa uppgifter.
I slutet av år 2003 mottog San Diego-polisen ett brev från en viss James Selby, som erkände sig skyldig till mordet på Danielle van Dam. Erkännandet ansågs dock inte vara trovärdigt. Selby, som även erkände mordet på JonBenét Ramsey år 1996, begick självmord i häktet år 2004.

## Minnesmärken
En viadukt över Interstate 8 vid El Cajon i södra Kalifornien, i närheten av den plats där Danielles kropp anträffades, har uppkallats efter henne.
Creekside Elementary School i Sabre Springs, där Danielle var elev, har uppkallat en del av sitt parkområde efter henne.